# Drago Hedl
Drago Hedl (Osijek, 24. siječnja 1950.), istraživački novinar, scenarist, romanopisac i književni kritičar.

## Životopis

### Početci
Prije nego je postao profesionalnim novinarom, objavljivao je književne kritike i eseje. Novinarstvom se profesionalno počinje baviti 1980. godine, kada se zapošljava u Glasu Slavonije.

### Novinarski rad
U osječkome Glasu Slavonije bio je zaposlen od 1980. Glavni urednik tog lista bio je od 1986. do 1991. Istjeran je s tog mjesta oružanom akcijom HDZ-a pod zapovjedništvom Branimira Glavaša.
Od 1991. do 1994. bio je osječki dopisnik i ratni reporter splitske Slobodne Dalmacije. Nakon toga se pridružio londonskome Institutu za ratno i mirnodopsko izvještavanje  za koji je nekoliko godina vodio programe poučavanja mladih novinara s Balkana. Istodobno je i kasnije pisao za splitski Feral Tribune, i riječki Novi list. Bio je dugogodišnji suradnik američkoga Radija Slobodna Europa. Njegove članke objavljivali su mnogi istaknuti dnevnici i tjednici, među njima londonski The Guardian, The Times i ciriški Die Wochenzeitung. Od 2008. pa sve do umirovljenja 2015. godine radio je za Jutarnji list kao šef osječkog dopisništva. Nakon toga postaje istraživačkim novinarom portala Telegram.
Hedl je poznat po svome istraživačkome novinarstvu te pričama o kriminalu i zločinima iz vremena Domovinskog rata na području Slavonije i Baranje. Za taj je rad i nagrađen, među ostalim, i Knightovom međunarodnom novinarskom nagradom koju dodjeljuje International Center for Journalists. U obrazloženju je navedeno: „Drago Hedl je pretrpio prijetnje smrću, vladine prijetnje, prebijanja sa strane lokalnih političara i vojnika, među ostalim, i verbalne uvrede zbog svog izvještavanja o ratnim zločinima u Jugoslaviji devedesetih“.
Prvo u Jutarnjem listu pa zatim u Telegramu, Hedl se izrazito angažirao u otkrivanju zatajene imovine i privrednih prijestupa mjesnih i nacionalnih političara. Njegova istraživanja su, na primjer, prisilila Tomislava Tolušića da 2019. godine odstupi s dužnosti ministra u vladi Andreja Plenkovića.

## Sudski procesi
Kao istraživački novinar, Hedl je više puta tužen od strane onih o kojima je pisao. Te su tužbe većinom oborene na sudu kao neutemeljene. 
Godine 2013. Općinski sud u Zagrebu proglasio ga je krivim za klevetu zbog članaka koje je pisao o sutkinji Ireni Lenić.

## Knjige i scenariji
Autor je više knjiga te filmskih scenarija, među kojima je i Vukovar – posljednji rez, u režiji Janka Baljka iz 2006.
Njegova trilogija Šutnja bavi se dječjom prostitucijom i trgovinom ljudima, a temelji se na istinitim događajima iz Osijeka. Godine 2021. književna je trilogija doživjela televizijsku adaptaciju u vidu istoimene televizijske serije. 
U svojoj zadnjoj knjizi "Matija", piše o samoubojstvu svog sina dr. Matije Hedla.

## Nagrade i priznanja
- 2000. – Nagrada Marija Jurić Zagorka za radijski intervju zajedno s Ivanom Šubarić-Hedl[9]
- 2006. – Knight International Journalism Award[10]
- 2011. – Nagrada "Dr. Erhard Busek – SEEMO 2011 Award"[11]
- 2011. – Red Stjepana Radića (za osobit ljudski i profesionalni doprinos borbi za ljudska prava, promicanje pravde i demokracije te otkrivanje istine). Nagradu mu je dodijelio predsjednik Ivo Josipović[12]
- 2014. – nagrada Kovačićevo pero za roman Donjodravska obala[13]
- 2015. – nagrada Otokar Keršovani za životno djelo u novinarstvu[14]

## Vanjske poveznice
- "Drago Hedl"